# Koler von Neunhof

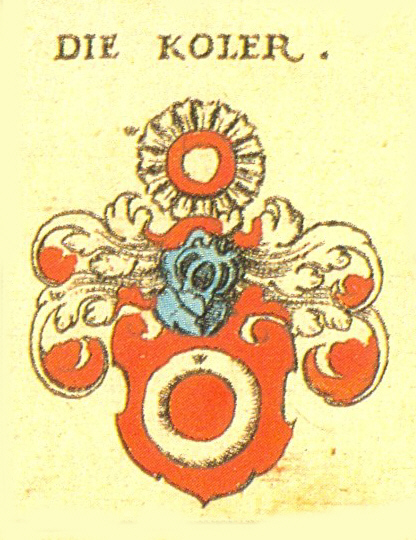
Wappen der Koler in Siebmachers Wappenbuch

Die Koler von Neunhof waren eine Patrizierfamilie aus der Reichsstadt Nürnberg. Sie wurden 1246 erstmals urkundlich erwähnt, 1319 waren sie erstmals im „Inneren Rat“ vertreten. 1688 sind sie erloschen. 

## Geschichte
Ursprünglich gehörte die Familie wohl dem Ministerialenstand an. Eine Seitenlinie der Koler waren die zwischen 1243 und 1372 nachzuweisenden Forstmeister. Sie waren im 13. und 14. Jahrhundert Inhaber des Forstmeisteramts im Lorenzer Reichswald, der als Reichsgut von der Stadt Nürnberg verwaltet wurde, gemeinsam mit den Waldstromer, die bereits seit Anfang des 13. Jahrhunderts die dortigen Reichsforstmeister waren. Deshalb wurde die Familie auch als „Koler, genannt die Forstmeister“ bezeichnet, der Name Koler ist erstmals 1246 erwähnt. Durch übermäßige Vergabe von Nutzungsrechten für Glasöfen, Eisenverhüttung und Köhlerei im 13. und 14. Jahrhundert schädigten die Waldstromer, Koler und deren Erbförster den Wald schwer. Da er für die Reichsstadt Nürnberg als Rohstofflieferant von zentraler Bedeutung war, versuchte der Innere Rat den Reichswald an sich zu bringen und kaufte 1372 den Koler sowie 1396 den Waldstromer ihre Erblehen ab. Der Rat behielt die Zweiteilung noch bis 1440 bei und setzte einen Ober- und einen Unterforstmeister ein.
Erkenbrecht Koler war 1319/23 und ab 1340 im „Inneren Rat“ der Stadt Nürnberg und dadurch Mitglied des Nürnberger Patriziats. Stefan Koler und sein Schwiegervater Heinrich Füchsel betrieben im ausgehenden 14. Jahrhundert eine Handelsgesellschaft, die im Fondaco dei Tedeschi in Venedig ihre dortige Niederlassung hatte. Stefan war der bedeutendste Vertreter der Familie Koler. Er betätigte sich als Geldgeber für König Sigismund und die Nürnberger Burggrafen. Zusammen mit Erhard Schürstab handelte er bei Papst Martin V. 1424 dessen Zustimmung für den Verbleib der Reichskleinodien und für die Heiltumsweisung in Nürnberg aus. Auch den Ankauf der Burggrafenburg durch die Stadt bereitete er 1427 diplomatisch mit vor. Er starb im Jahre 1435. 
Die Familie Koler besaß größere Ländereien um Erlangen und Altdorf. 1582 erwarb sie durch Heirat Anteile an der Herrschaft Neunhof bei Lauf an der Pegnitz, als Mitbesitzer der Geuder. Nach dem Tod des letzten Koler im Mannesstamm, Georg Seifried, im Jahr 1688 kam der Neunhofer Besitz über seine Tochter Helene Juliana Jacobine an deren Ehemann Johann Michael Welser. Ihr Sohn Johann Karl Welser errichtete 1749 dort das sogenannte „Kolerschloss“.
1594 hatten die Koler auch das Schloss Neunhof bei Kraftshof gekauft und 1660 das heutige Zeltnerschloss in Gleißhammer. 1615 fiel Neunhof bei Kraftshof durch Heirat an die Kreß von Kressenstein, die im benachbarten Kraftshof ihren Stammsitz haben. Das Zeltnerschloss kam 1685 an Johann Joachim Nützel.
In Zerzabelshof erinnern die Kolerstraße und auch die Forstmeisterstraße an das Geschlecht.

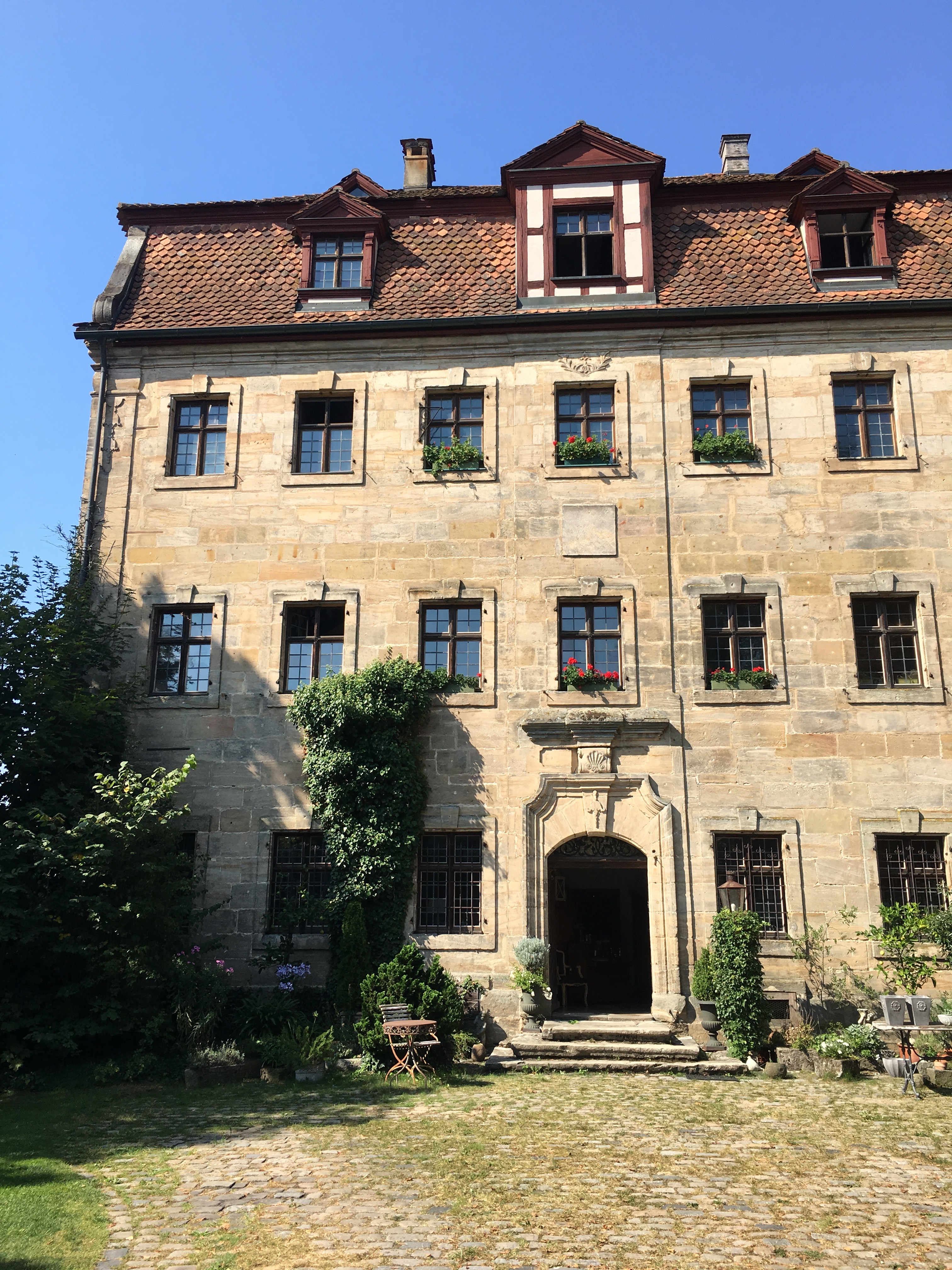
„Kolerschloss“ in Neunhof (Lauf an der Pegnitz), Welser'scher Nachfolgebau des Koler'schen Herrensitzes
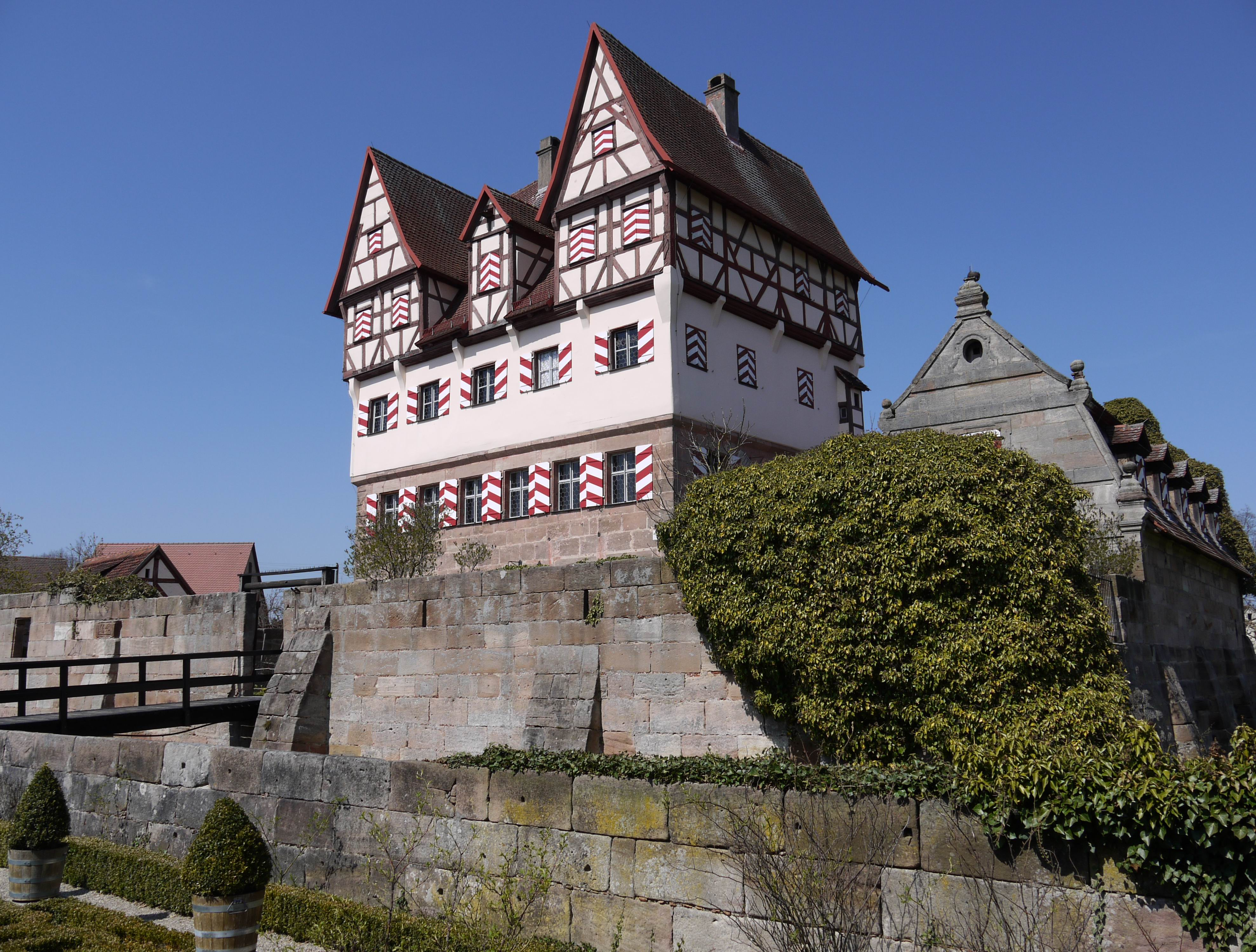
Schloss Neunhof bei Kraftshof
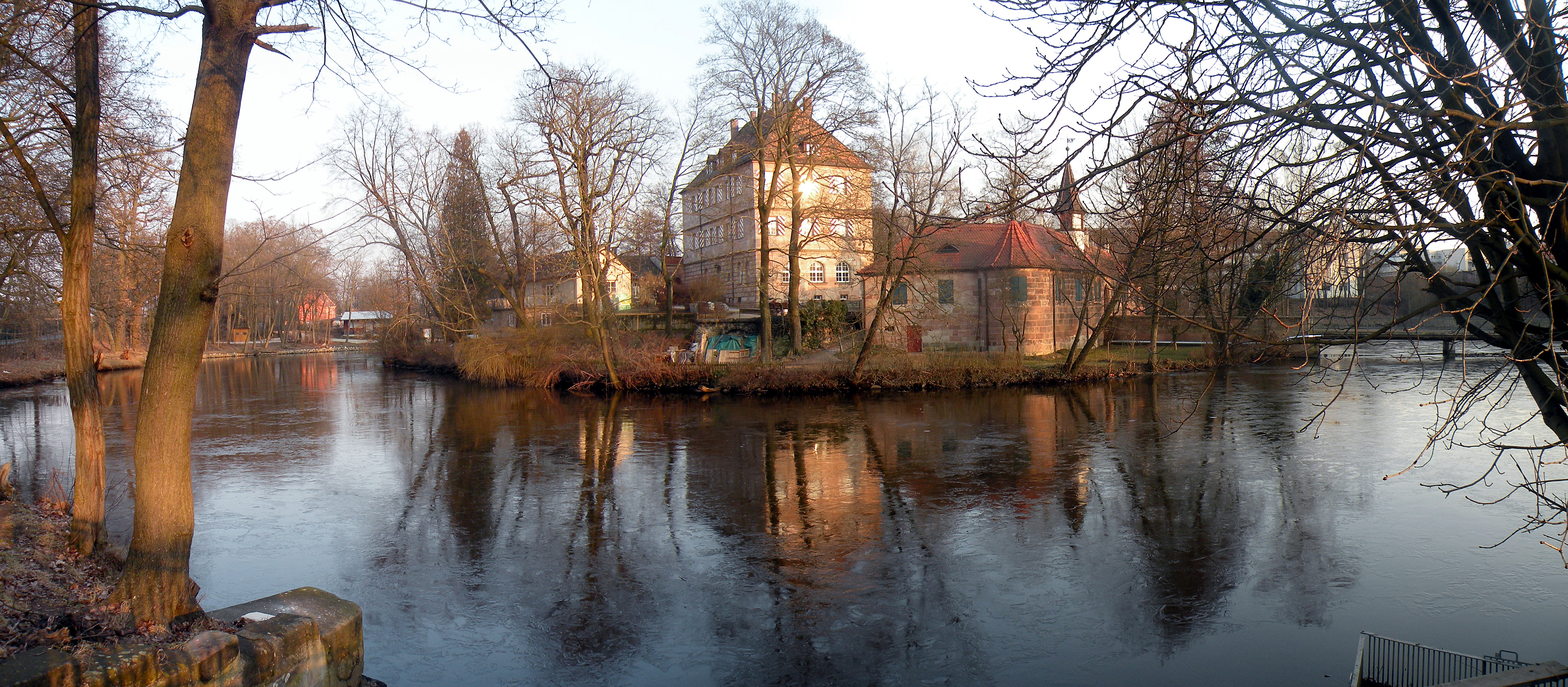
Zeltnerschloss in Gleißhammer

## Wappen und Bilder
In Rot ein silberner Ring, auf dem Helm mit rot-silbernen Decken ein roter Ring, der ringsum außen mit silbernen Straußenfedern besteckt ist.

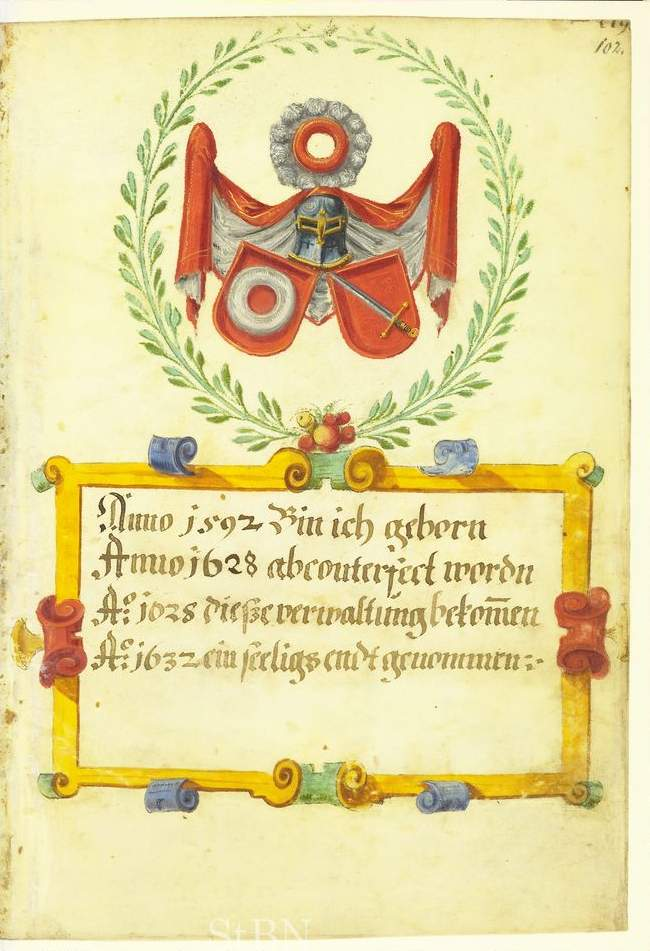
Wappen des Georg Seyfried Kohler, Pfleger der Landauerschen Zwölfbrüderstiftung (1632, Allianzwappen mit Kreß)
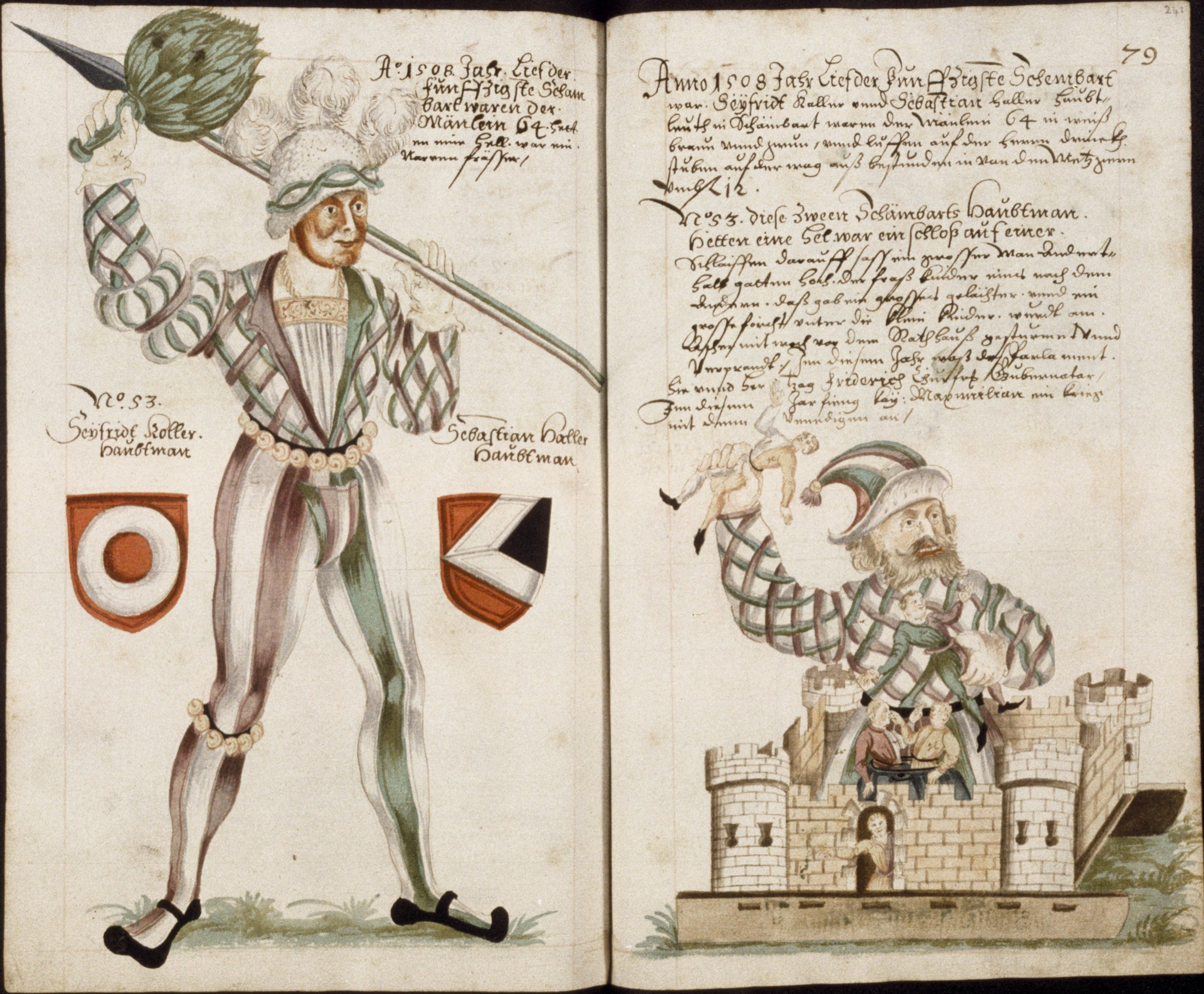
Schembartlauf von 1508 (mit Wappen der Stadthauptmänner Seyfried Koler und Sebastian Haller)
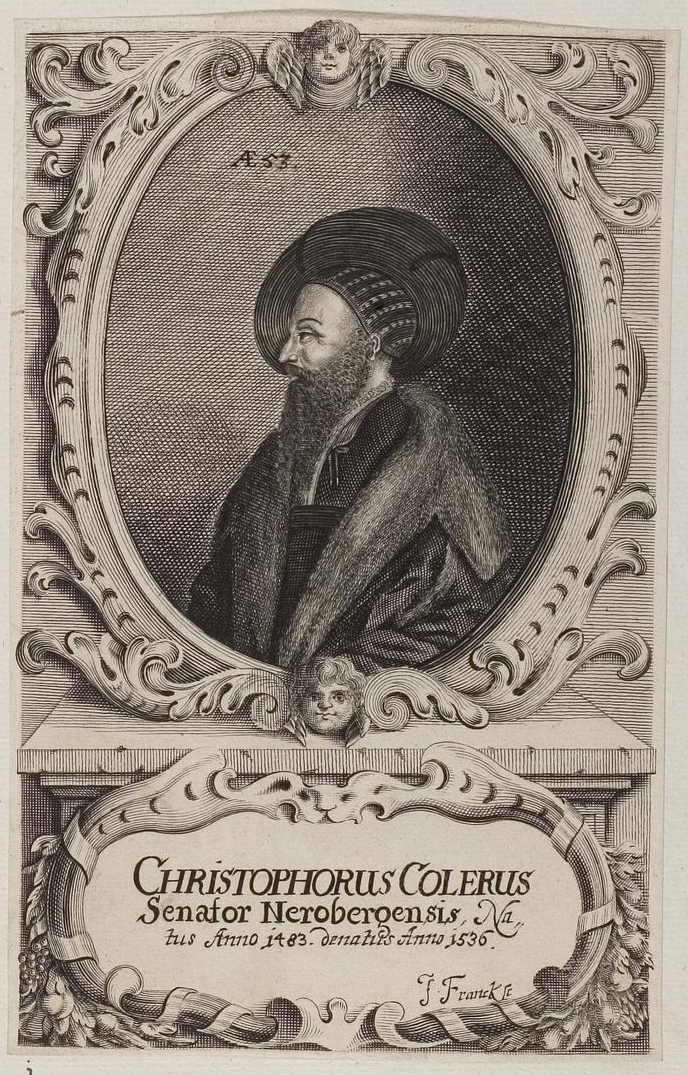
Christoph Koler (1483–1536), 1520 Ratsherr, 1528 Bürgermeister, 1531 Septemvir
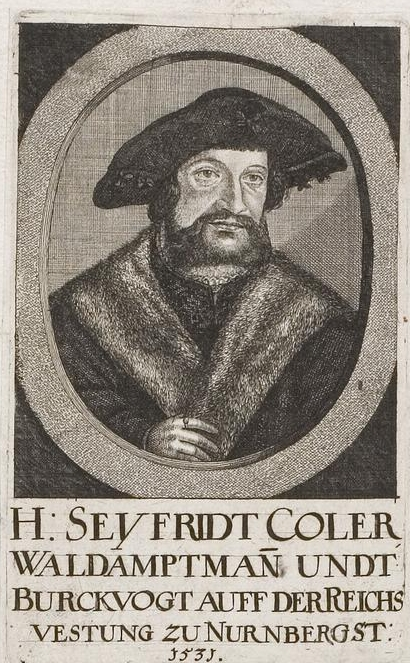
Seyfrid Koler (1498–1531), Waldamtmann und Burgvogt zu Nürnberg